# Ante Starčević
Ante Starčević (Veliki Žitnik, 23 de mayo de 1823-Zagreb, 28 de febrero de 1896) fue un político y publicista, promotor del nacionalismo croata.

## Biografía
Nació en Žitnik, una pequeña localidad de la región de Lika, el 23 de mayo de 1823. Starčević, que inicialmente fue partidario del Movimiento Ilirio, fundó en 1861 el Partido Croata por los Derechos. Falleció el 28 de febrero de 1896 en Zagreb.

## Pensamiento
Defendió durante buena parte de su vida que todos los eslavos del sur, salvo los búlgaros, eran esencialmente croatas. Promovió la idea de que Croacia tenía derecho a constituirse como estado independiente fuera del control del imperio de los Habsburgo como territorio que habría tenido una entidad propia desde el año 1102.